# Nhái cây Amapá
Nhái cây Amapá, tên khoa học Hypsiboas dentei, là một loài ếch thuộc họ Nhái bén. Loài này có ở Brasil, Guyane thuộc Pháp, và có thể cả Suriname. Chúng được đặt tên theo bang Amapá (Brasil).
Môi trường sống tự nhiên của chúng là rừng ẩm vùng đất thấp nhiệt đới hoặc cận nhiệt đới, sông ngòi, đầm nước ngọt, và đầm nước ngọt có nước theo mùa.